# La Mer (Charles Trenet)
La mer è una canzone scritta e interpretata da Charles Trenet e pubblicata nel 1946, tuttavia l'autore aveva già lavorato su questa canzone con il pianista Léo Chauliac nel 1943. Il testo era stato scritto dall'autore durante un viaggio in treno da Montpellier a Perpignano.